# حاتم خيمي
حاتم خيمي رئيس نادي الوحدة السعودي. كان لاعب كرة قدم في النادي لمدة 23 عامًا. واتجه بعد الاعتزال إلى العمل الأكاديمي، حيث يعمل إلى جانب رئاسته للنادي، أستاذًا بقسم الإعلام بجامعة أم القرى.

## مسيرته الرياضية
بدأت علاقة حاتم خيمي بكرة القدم في 1985م، بعدما استطاع لفت انتباه عاطي الموركي رئيس رابطة مشجعي النادي، حتى أصر على والد حاتم، أن يسجله ضمن صفوف الفريق. وعاش خيمي كامل حياته الكروية لاعبًا في نادي الوحدة. وتنقل بعد اعتزاله، في عدد من المناصب الفنية والإدارية، حيث عمل مساعدًا لثلاثة مدربين، ومشرفًا على كرة القدم، حتى صار رئيسًا للنادي في 2018م.

### حفل اعتزاله
أقيم حفل اعتزاله في 2009، على استاد ملعب الأمير عبدالله الفيصل بجدة، بحضور فريق بايرن ميونخ الألماني، وانتهت بفوز البايرن بثلاثة أهداف، مقابل هدف لنادي الوحدة.

## عمله الأكاديمي
حصل حاتم خيمي على البكالوريوس في تخصص الإعلام الإسلامي، وعُيِّن معيدًا بقسم الإعلام في جامعة أم القرى. وتم ابتعاثه من قِبَل الجامعة لدراسة الماجستير من جامعة ميامي في تصميم وإدارة المؤسسات الإعلامية.